# Abeno-ku

Abeno-ku Oszakában

Abeno-ku (阿倍野区) Oszaka 24 városrészének egyike. Oszaka városának déli részén helyezkedik el, lakosságának száma több, mint 107 000. Abeno északi területén, Abenobasiban található a Kintetsu Minami–Oszaka vasútvonal, melynek végállomása az Abenobasi állomásnál van, az oszakai metró Midódzsudzsi és Tanimacsi vonala, melyek végállomása a Tennódzsi állomásnál van, illetve a Hankai Tramway Uemacsi vonala, melynek végállomása a Tennódzsi-ekimae állomásnál van. Abeno Abenobasi területe kereskedelmi terület, ahol áruházak és színházak találhatóak. A Sharp Corporation székhelye Abenóban (Nagaike-cso) van.

## Története

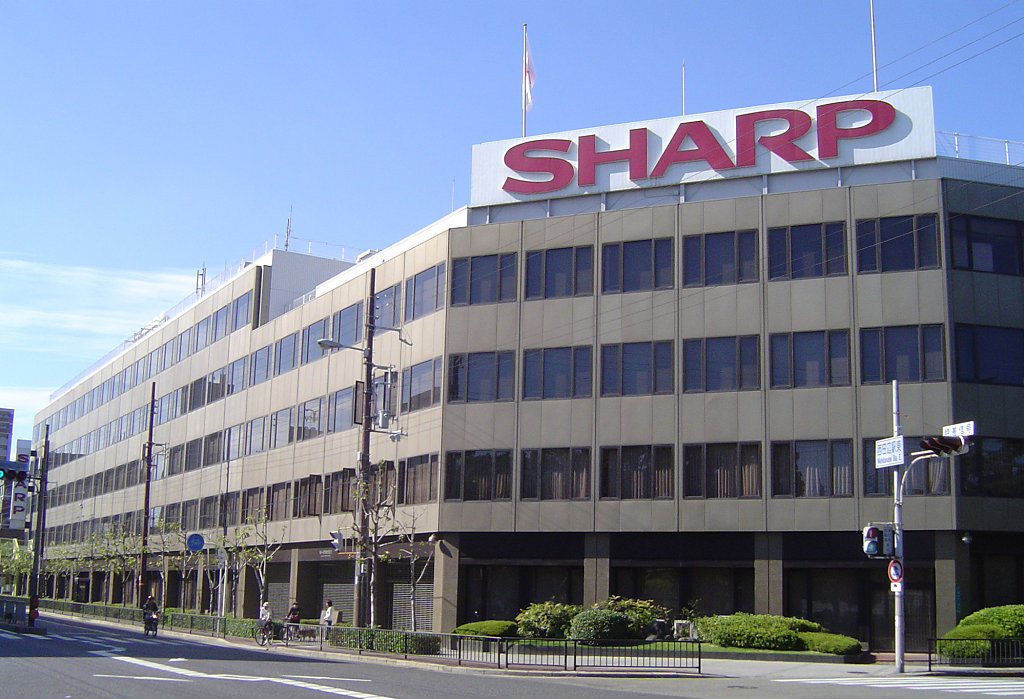
A Sharp székháza Abeno városrészben

Amikor Oszaka város 1943. április 1-jén tizenötről huszonkettőre emelte városrészeinek számát, akkor Szumijosit három új városrészre osztották fel, amik közül az egyik Abeno, míg a másik kettő Higasiszumijosi és Szumijosi városrészek lettek.

## Abenóban található állomások
- West Japan Railway Company (JR West)
  - Hanva vonal: Bisoen állomás - Minami–Tanabe állomás - Curugaoka állomás
- Kintetsu
  - Minami–Oszaka vonal: Oszaka Abenobasi állomás - Koboregucsi állomás
- Hankai Tramway
  - Uemacsi vonal: Tennódzsiekimae állomás - Abeno állomás - Macumusi állomás - Higasi–Tengacsaja állomás - Kitabatake állomás - Himemacu állomás
- Oszakai metró
  - Midószudzsi vonal: Tennódzsi állomás - Sóvacsó állomás - Nisitanabe állomás
  - Tanimacsi vonal: Abeno állomás - Fuminoszato állomás